# Deborah Rennard
Deborah Rennard (Los Ángeles, 4 de noviembre de 1959) es una actriz, productora y guionista estadounidense, reconocida por interpretar el papel de Sly Lovegren en la serie de televisión Dallas (1981–1991).

## Vida y carrera
Rennard nació en Los Ángeles, California. En 1981 fue seleccionada para integrar el reparto de la serie Dallas como la leal secretaria de J.R. Ewing, Sylvia "Sly" Lovegren. Apareció en la serie entre 1981 y 1991 y luego se le pudo ver en la película de 1996 El regreso de J. R.. Tras su experiencia en Dallas, tuvo una participación en la telenovela Days of Our Lives y en las series Silk Stalkings, Kung Fu: The Legend Continues y Due South.
Sus créditos en el cine incluyen el papel de Harmony en la cinta de 1986 Land of Doom y el de Cynthia junto con Jean-Claude Van Damme en Lionheart, de 1990. Abandonó su carrera como actriz a finales de la década de 1990 para dedicarse a la producción teatral.

### Plano personal
En 1997, Rennard se casó con el cineasta Paul Haggis.

## Filmografía

### Cine
| Año  | Título                | Papel                 | Notas      |
| ---- | --------------------- | --------------------- | ---------- |
| 1986 | Land of Doom          | Harmony               |            |
| 1990 | Lionheart             | Cynthia               |            |
| 1996 | Kazaam                | Malik's Dinner Mate   |            |
| 1996 | Dallas: J.R. Returns  | Sylvia 'Sly' Lovegren | Telefilme  |
| 1997 | Gang Related          | Caroline Divinci      |            |
| 2007 | In the Valley of Elah |                       | Productora |

### Televisión
| Año       | Título                        | Papel                  | Notas          |
| --------- | ----------------------------- | ---------------------- | -------------- |
| 1985      | Hardcastle and McCormick      | Lucy                   | 1 episodio     |
| 1989      | Freddy's Nightmares           | Britt                  | 1 episodio     |
| 1990      | Hardball                      | Melinda                | 1 episodio     |
| 1981-1991 | Dallas                        | Sylvia 'Sly' Lovegren  | Rol recurrente |
| 1991      | Days of Our Lives             | Whitney Baker          | Rol recurrente |
| 1991      | Silk Stalkings                | Monica Cameron         | 1 episodio     |
| 1994      | Side Effects                  | Lesley Carswell        | 1 episodio     |
| 1995      | Kung Fu: The Legend Continues | Lilly Montgomery Caine | 1 episodio     |
| 1995      | Forever Knight                | Julia Winwood          | 1 episodio     |
| 1994-1995 | Due South                     | Dra. Esther Pearson    | 5 episodios    |
| 1995      | TekWar                        | Rachel                 | 1 episodio     |
| 1997      | Michael Hayes                 | Christine Speyers      | 1 episodio     |
| 2000-2001 | Family Law                    | Ann Hoffner            | 1 episodio     |
| 2015      | Show Me a Hero                | Mujer del poodle       | 2 episodios    |